# Гаррі Раян (велогонщик)
Гаррі Раян (англ. Harry Ryan, 21 листопада 1893 — 14 квітня 1961) — британський велогонщик.
Олімпійський чемпіон 1920 року на тандемах, бронзовий призер 1920 року в спринті.